# Bolitoglossa anthracina
Bolitoglossa anthracina es una especie de salamandra en la familia Plethodontidae.
Es endémica del oeste de Panamá; quizá también en la zona fronteriza de Costa Rica.
Su hábitat natural son los montanos húmedos tropicales o subtropicales.
Está amenazada de extinción debido a la destrucción de su hábitat.